# Детмольдская высшая школа музыки

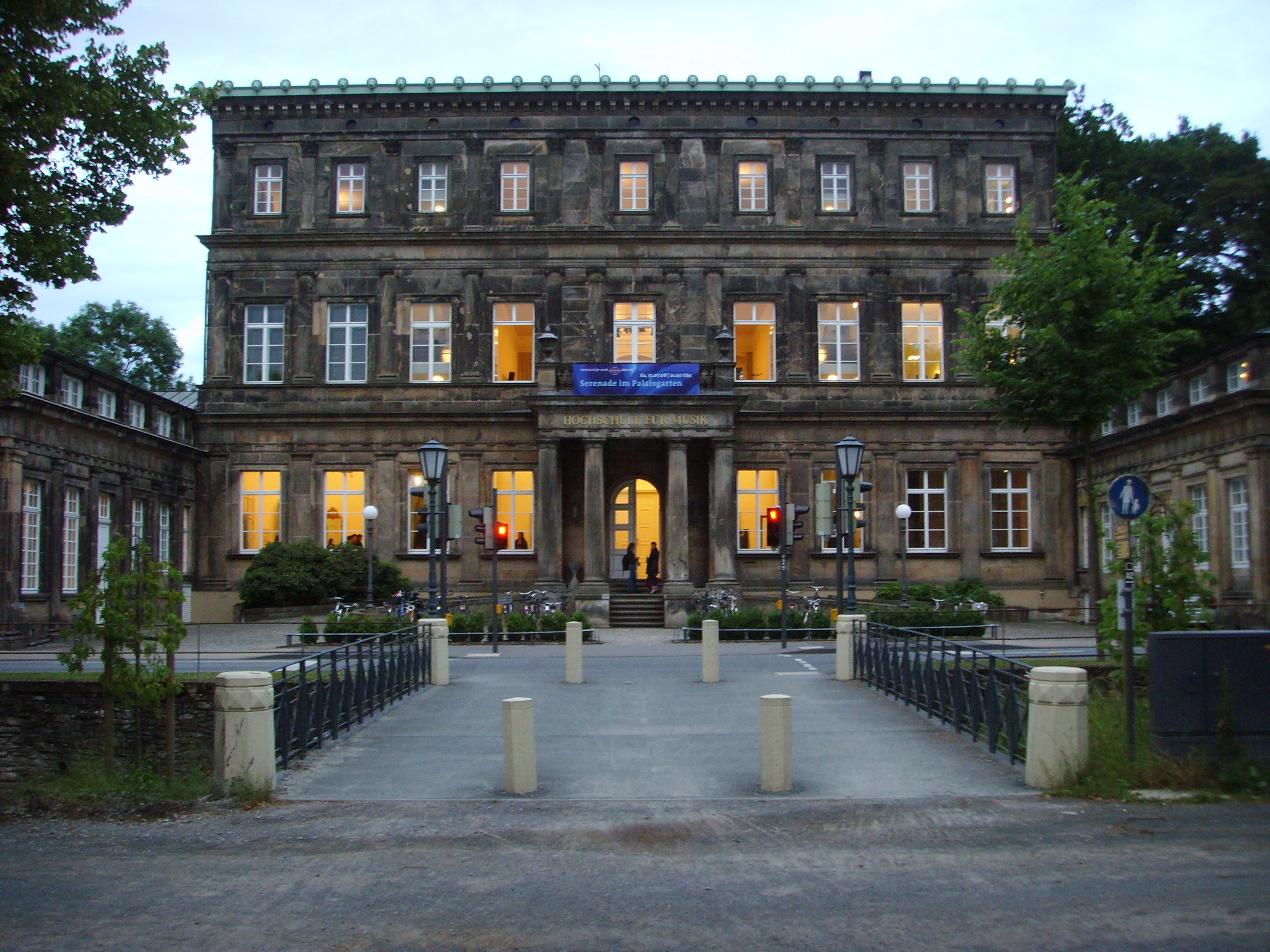

Детмольдская высшая школа музыки (нем. Hochschule für Musik Detmold) — германская консерватория, расположенная в городе Детмольд (некоторое время отделения консерватории работали также в Дортмунде и Мюнстере). Основана в 1946 году как Музыкальная академия Северо-Западной Германии (нем. Nordwestdeutsche Musikakademie Detmold), в дальнейшем название ещё несколько раз менялось (нынешнее наименование употребляется с 1987 года). Консерватория имеет отделения в Дортмунде и Мюнстере. С 2003 года мюнстерская высшая школа была переподчинена Мюнстерскому университету, однако в современных справочниках она по-прежнему указывается как «Высшая школа Детмольд» по адресу: Ludgeristraße 1, 48143 Münster.
У истоков высшего музыкального образования в Детмольде стоял, прежде всего, виолончелист и педагог Ганс Мюнх-Холланд, в октябре 1945 года начавший давать в городе частные уроки и одновременно приступивший к переговорам с городской и земельной (земля Липпе) администрациями об официальном учреждении консерватории. Регулярные занятия начались в октябре 1946 года.

## Известные преподаватели
- Рольф Агоп
- Тибор Варга
- Томас Квастхоф
- Александр Крамаров
- Рената Кречмар-Фишер
- Йост Михаэльс
- Ганс Рихтер-Хаазер
- Фредерик Хуслер
- Фриц Хут
- Макс Штруб

## Известные выпускники
- Бабетта Дорн
- Дитер Клёкер
- Дитер де ла Мотт
- Милан Туркович